# Пузыревский, Николай Владимирович
Никола́й Влади́мирович Пузыре́вский (15 апреля 1895, Батум — 1957) — русский художник-график, участник Первой Мировой и Гражданской войны в России (белые), один из первых танкистов Российской армии, штабс-капитан, один из основателей Русского культурно-исторического музея в Праге.

## Биография
Родился 15 апреля (3-го апреля по старому стилю) 1895 года в городе Батум (по другим источникам — в Черниговской губернии) в дворянской семье, отец — статский советник. Жил с семьей в Риге. Окончил Рижскую Александровскую гимназию, поступил на кораблестроительное отделение Санкт-Петербургского политехнического института. 11.03.1916 года призван по мобилизации Петроградским уездным воинским начальником. Произведён в младшие унтер-офицеры. Окончил школу прапорщиков. Приказом № 325 от 20.07.1916 года по Петроградскому военному округу произведён в прапорщики. Служил в 34-м Сибирском запасном полку. Октябрьский переворот не принял. Воевал в Северном корпусе в 3-м Стрелковом Талабском полку. За боевые отличия произведён в подпоручики. Как имеющий незаконченное высшее техническое образование был переведён в Отдельный батальон танков. Штабс-капитан.
После войны вернулся в Ригу. В 1922—1923 учебном году учился в Латвийской Академии Художеств в классе профессора Я.-Р. Тилберга, в 1924—1926 годах — в Берлинской Академии Художеств у профессора Э. Орлика. Во время учёбы познакомился с русским художником-графиком и писателем В. Н. Масютиным, под его руководством увлекся и занялся ксилографией. Создал офорты к рассказу Масютина «Опасности зелёного острова» (Мюнхен, 1924). В 1930-е годы занимался станковой графикой и акварелью. Рисовал пейзажи Риги, фантазии на исторические темы: «Флибустьеры», «Сон», «Рижский замок в VII столетии», «Рига в VIII столетии» и др. Состоял в Обществе рижских графиков. Принимал участие в групповых выставках в Риге, Каунасе, Праге, Кракове, Варшаве, Осло, Кенигсберге, Берлине, Париже, Флоренции. В 1934 году работы Н. В. Пузыревского были представлены в Москве и Ленинграде на Выставке современного латвийского искусства. Выступил одним из создателей Русского культурно-исторического музея в Праге, специально для которого издал в единственном экземпляре графический альбом «Латышские народные песни» и альбом «Ксилографии Н. В. Пузыревского», изданные в 1937 и 1938 годах в Риге. После 1945 года экспонаты и фонды РКИМ были вывезены в СССР и распределены между музеями и архивами, в том числе в Государственную Третьяковскую галерею, в Государственный Русский музей, Государственный музей изобразительных искусств, Государственный исторический музей.
Умер в 1957 году в Германии.